# Magyar Passió
A Magyar Passió magyar filmdráma, amely Eperjes Károly filmrendezői debütálása volt. A forgatókönyvet Várnai Péter címzetes prépost írása alapján Petrik András, Horváth Áron és Eperjes Károly írta. A film egyike volt a Nemzeti Filmintézet által támogatott első tévéfilmeknek. A produkció a fejlesztés alatt Krisztus inge munkacímen futott. Később külön kormányzati támogatást is kapott és a televíziós bemutató helyett moziforgalmazásba került. 2021 novemberében mutatták be.

## Cselekménye
Leopold atya - szerzetes társaival együtt -  az 1950-ben játszódó történetben a ferences rend második világháború utáni felvirágoztatásán dolgozik, eközben szembekerül a kommunista hatalommal. 

## Szereplők

### Főszereplők
- Eperjes  Károly - Leopold atya

- Telekes Péter - Keller

- Gál Tamás - Fjodorov

- Nemcsák Károly - Steiner

- Jakab Tamás - Fekete

- Pásztor Erzsi - Rozi néni

- Prokópius Maya Roxána - Imelda

- Maszlay István - Asztrik atya

- Tóth János Gergely - Godofréd  testvér

### További szereplők
- Ujlaki Dénes - Módos gazda
- Tóth Éva - Módos gazda felesége
- Szakács Tibor - Módosék nagyobbik fia
- Kanda Pál - Módosék kisebbik fia
- Koltai János - Ágoston atya
- Szűcs Nelli - tolmács
- Tóth Auguszta - Dr. Wágner
- Tahi József - Kocsmáros
- Lippai László - Bózsi
- Schnell Ádám - Igazgató
- Török Saca - Ügyintézőnő
- Jakab Dávid - Fiatal Keller
- Orosz Csenge - Keller anyja
- Habodász István - Keller apja
- Almási Sándor - Táborparancsnok
- Szőke Pál - ÁVH orvos
- Bede-Fazekas Annamária - Kendős asszony
- Dengyel Iván - teherautós
- Hábermann Lívia - Margit nővér
- Tordai Teri - Klára nővér
- Császár Angela - Skolasztika nővér
- Szekeres Blanka - Brigitta nővér
- Zalán Luca - Mária nővér
- Gödrös Frigyes - Rafael testvér
- Szalma Tamás - Gracian testvér
- Dráfi Mátyás - Regalát testvér
- Bucz Magor - Gregorius testvér
- Zalán Zina - Novícia
- Szélyes Imre - Brúnó testvér
- Kovács Frigyes - Xavér testvér
- Farkas Tamás - Bencés testvér
- Andorai Péter Krisztián - Pobeda sofőr

## Nézettség, bevétel
A nézettségi adatok szerint  13 148 jegyet adtak el rá, és ezzel az eredménnyel mintegy 14 656 458 Ft bevételt termelt a jegypénztáraknál.